# Phausis riversi
Phausis riversi är en skalbaggsart som beskrevs av Leconte 1884. Phausis riversi ingår i släktet Phausis och familjen lysmaskar. Inga underarter finns listade i Catalogue of Life.